# 但泽人联邦

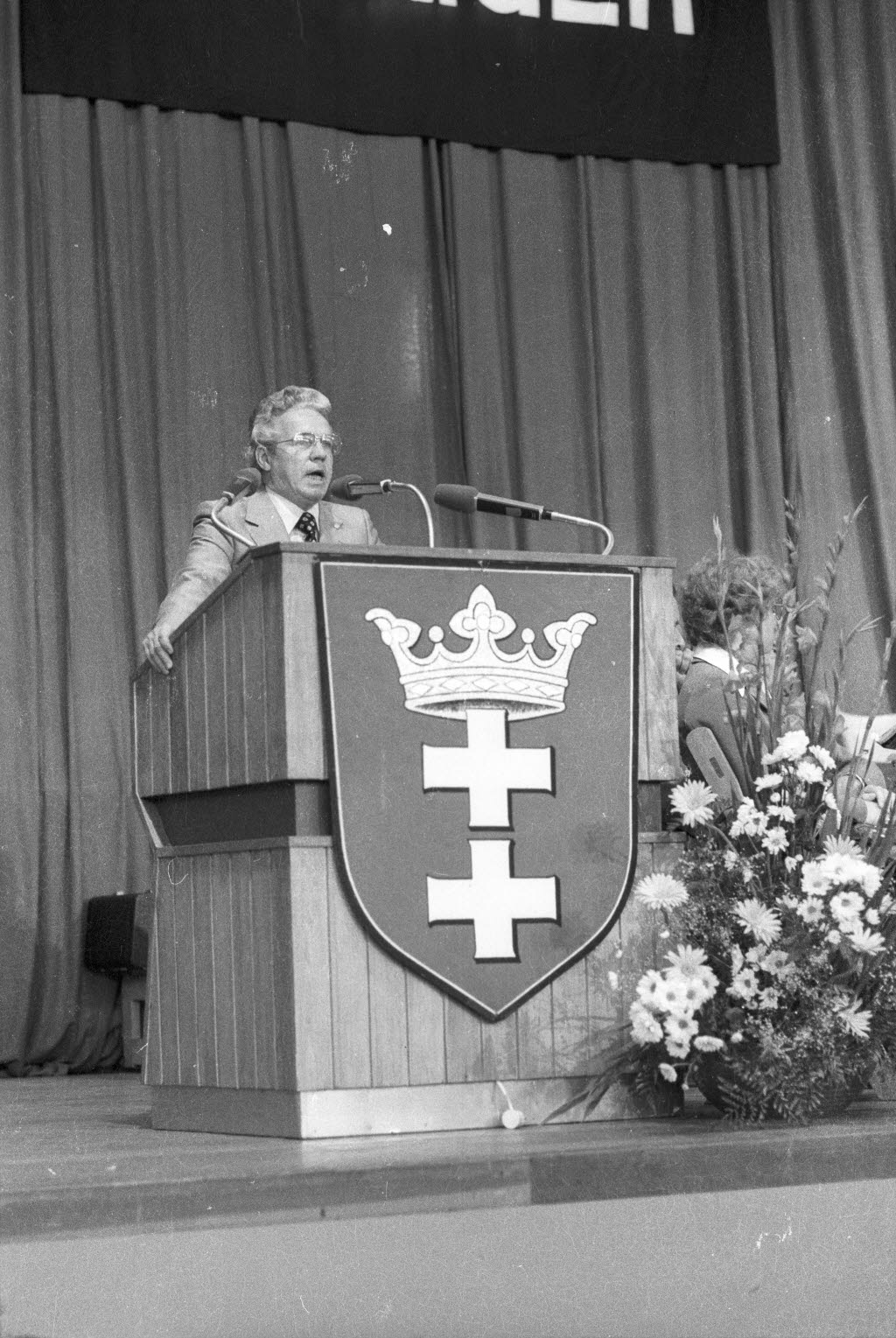
但泽人联邦会议

但泽人联邦（德語：Bund der Danziger）是一個由但澤的德國難民組成的組織，他們在二戰後被驅逐出家園。該組織成立於1946年。在所有被驅逐者建立的协会中，但泽人联邦是最先組織起來的。
1945年6月，一些但澤人在呂貝克成立了一個但澤援助委員會，由格哈德·M·古爾佐（Gerhard M. Gülzow，當時為但澤聖瑪麗教堂的牧師）領導。擁有70,000多人的呂貝克收容了最多的但泽難民。這個援助委員會的任務是通過創建但泽家庭卡片檔案，讓分散和支離破碎的家庭重新團聚，並為陷入困境的同胞提供支持。1956年，但泽人联邦鄉登記冊已經有大約220,000個條目。随后工作領域不断擴大，更多的員工加入。其他地方也設置了類似的設施。